# Colonies de bienfaisance
 (septembre 2021).
Si vous disposez d'ouvrages ou d'articles de référence ou si vous connaissez des sites web de qualité traitant du thème abordé ici, merci de compléter l'article en donnant les références utiles à sa vérifiabilité et en les liant à la section « Notes et références ».
Les Colonies de bienfaisance (en néerlandais : Koloniën van Weldadigheid) sont d'anciennes colonies agricoles d'État, situées aux Pays-Bas dans la province de Drenthe et en Belgique dans la province d'Anvers.

## Historique
Les Colonies de bienfaisance ont été créées à partir de 1818 dans l'ancien Royaume uni des Pays-Bas, qui comprenait alors la Belgique actuelle, lors d’une expérience de réforme sociale par la Société de Bienfaisance (en néerlandais : Maatschappij van Weldadigheid) pour lutter contre la misère urbaine ambiante et réduire la pauvreté urbaine en établissant des colonies agricoles dans des endroits reculés. Le projet est une expérience sociale unique en Europe et a marqué le début des Pays-Bas en tant qu'État-providence.

## Patrimoine mondial
Certaines colonies ont été ajoutées en juillet 2021 lors de la 44e session du Comité du patrimoine mondial à Fuzhou au Patrimoine mondial de l'UNESCO. Toutes les colonies ne font pas partie du patrimoine mondial. Les quatre colonies reprises par l'UNESCO sont Frederiksoord, Wilhelminaoord et Veenhuizen aux Pays-Bas et la colonie de Wortel en Belgique dans la commune de Hoogstraten. La superficie totale des quatre sites est de 2 012 ha dont 550 ha pour la colonie de Wortel.

## Galerie

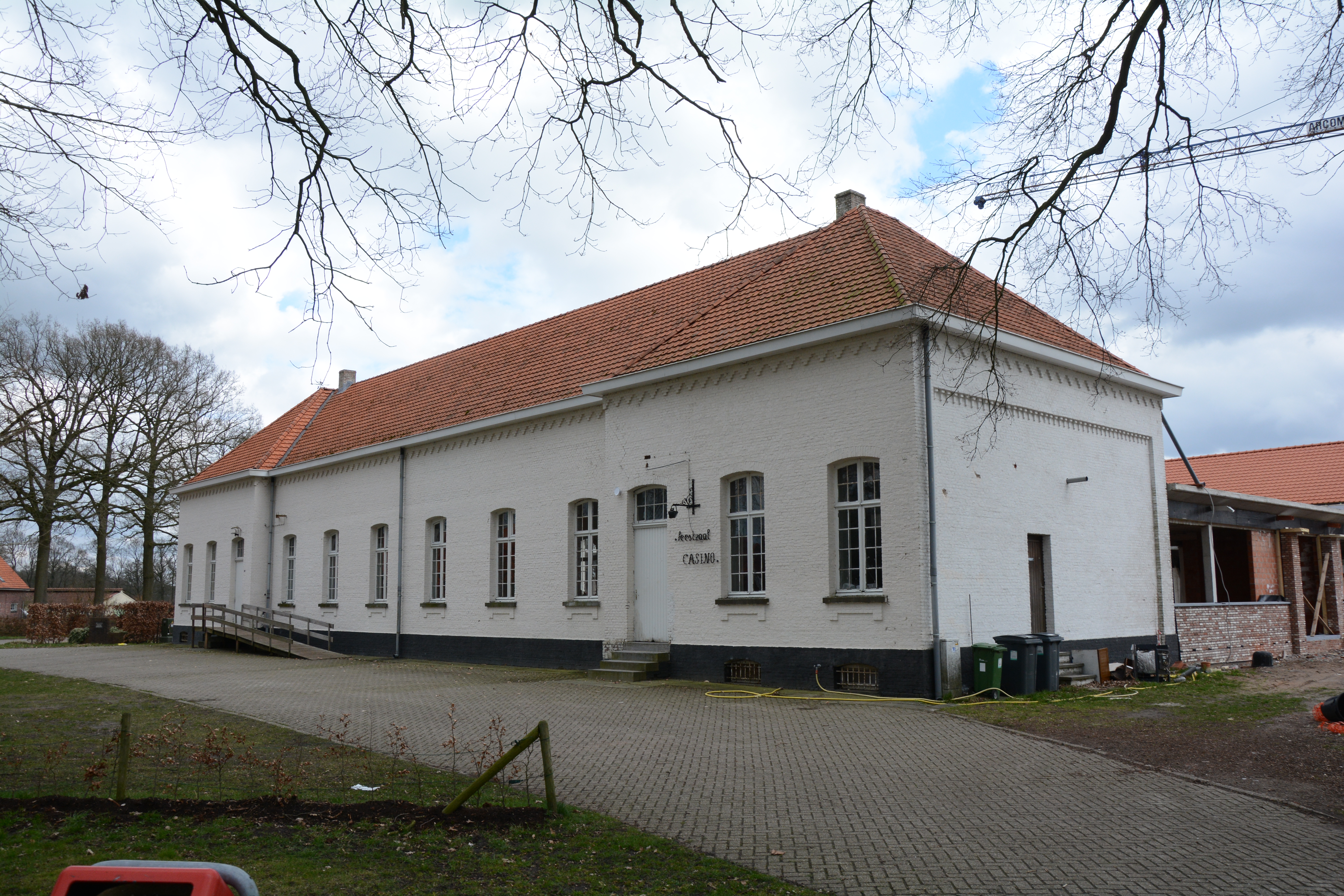
Wortel
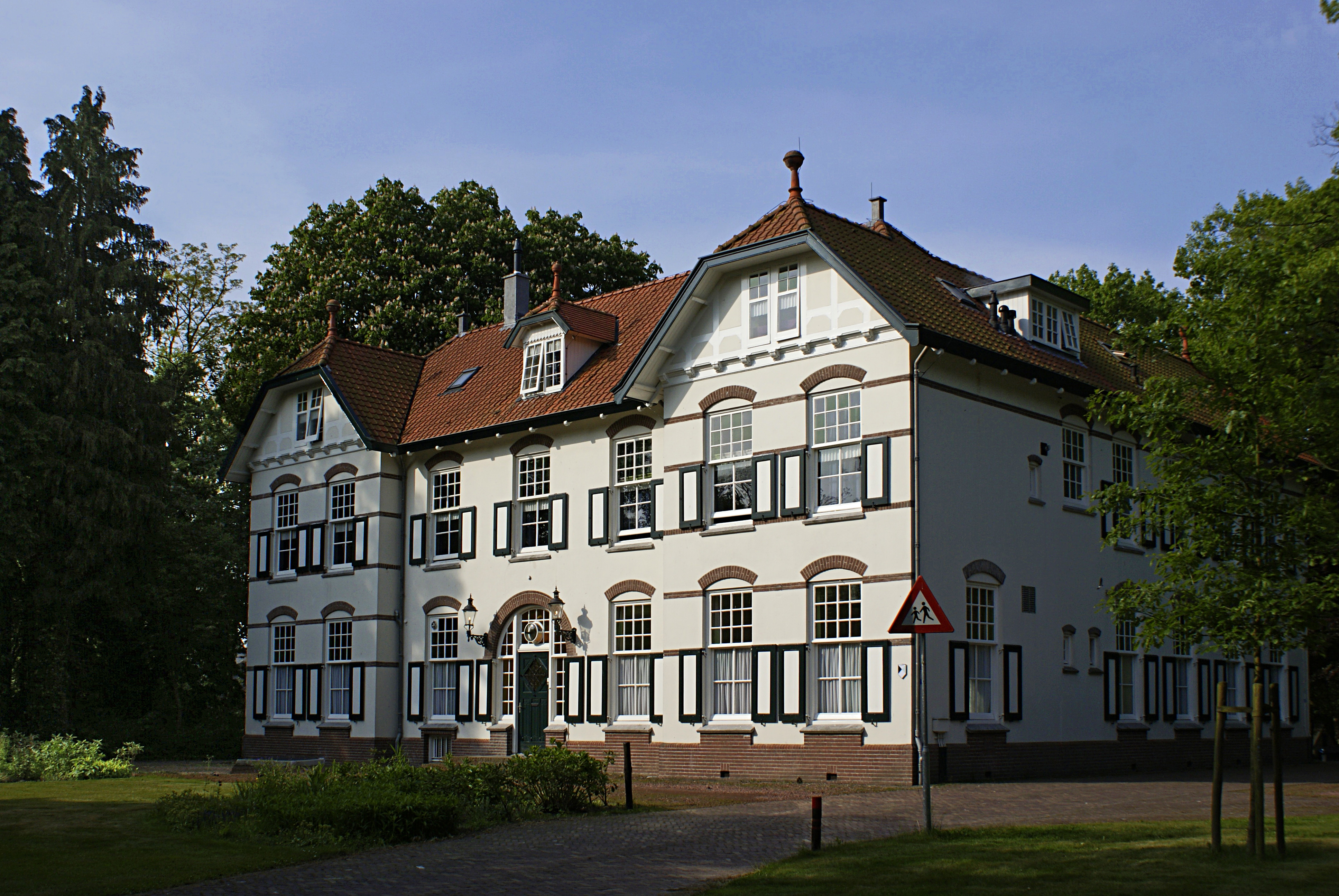
Wilhelminaoord
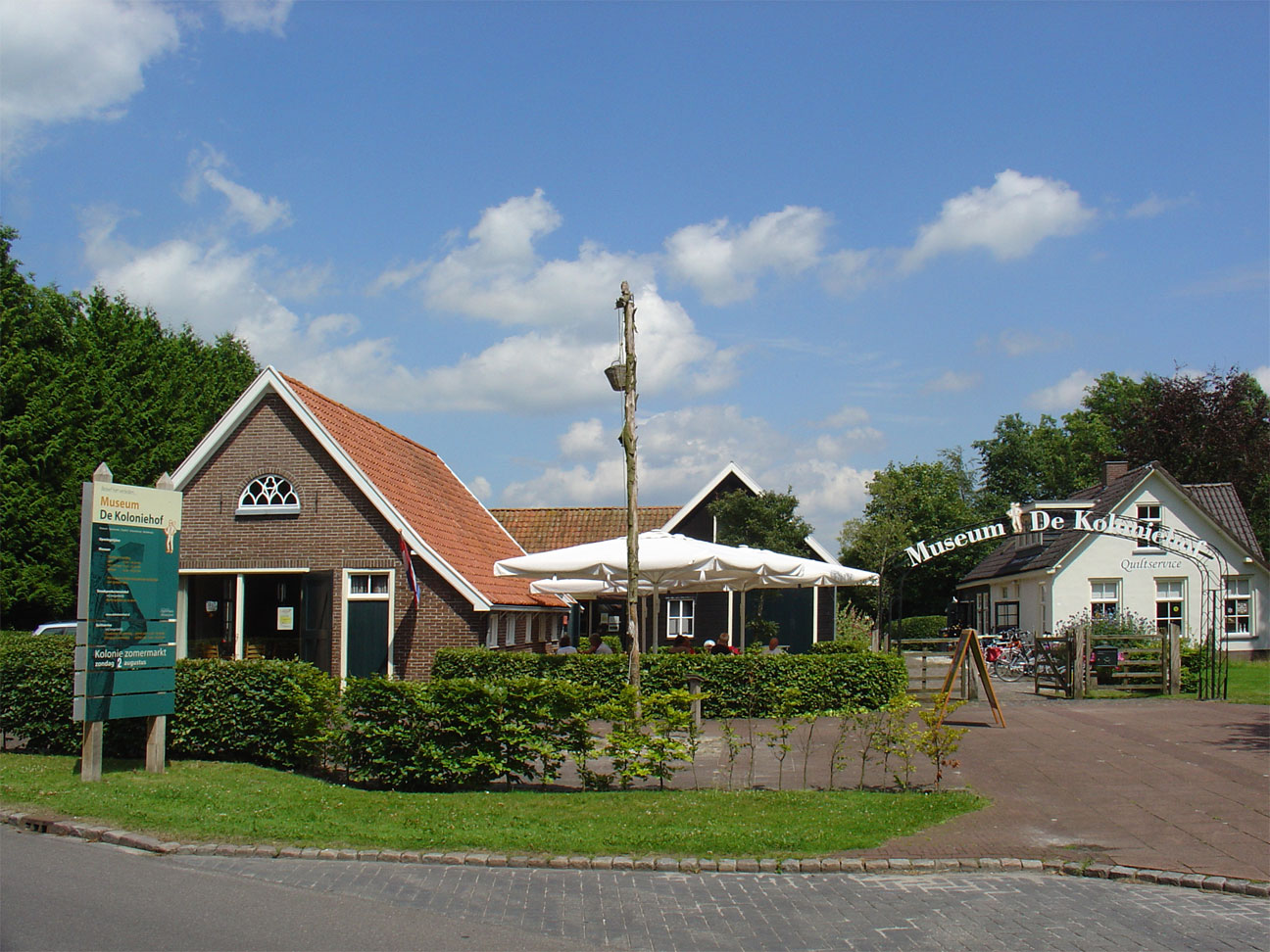
Frederiksoord
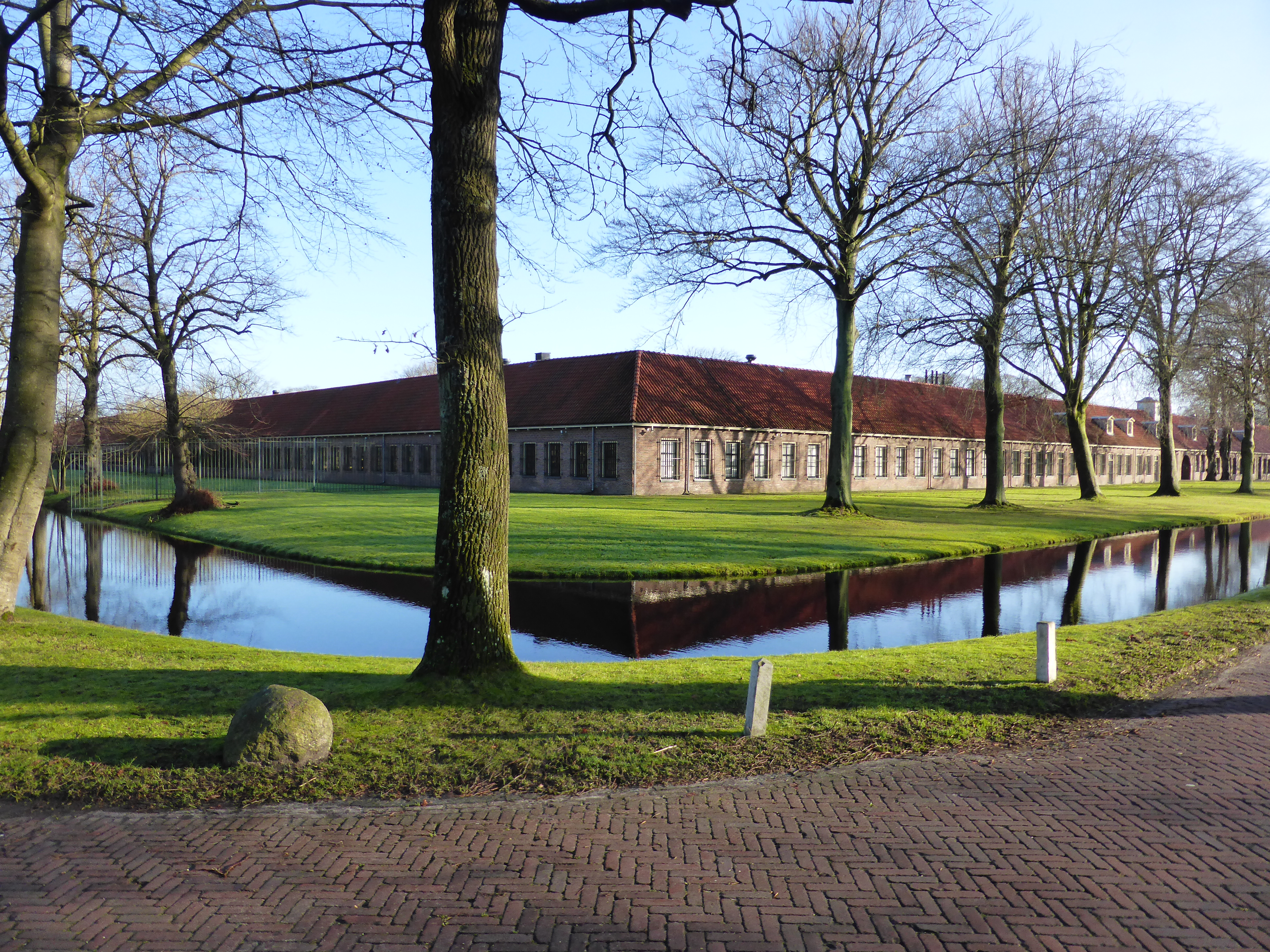
Veenhuizen

## Sources et liens externes
- Site de l'UNESCO
- https://www.lesoir.be/386084/article/2021-07-26/les-colonies-de-bienfaisance-situees-en-belgique-et-aux-pays-bas-reconnues-au
- https://www.kolonienvanweldadigheid.eu/fr/les-colonies-inscrites-au-patrimoine-mondial